# Església de Sant Joan Baptista (l'Arbocet)
L'Església de Sant Joan Baptista és una església barroca de Vilanova d'Escornalbou (Baix Camp) inclosa a l'Inventari del Patrimoni Arquitectònic de Catalunya.

## Descripció
Església d'una sola nau amb volta de canó amb llunetes. Creuer amb cúpula. Porta barroca de finals del segle xviii, poc decorada. Dos ulls a la façana, un d'ells circular, que es troba al frontó superior. L'altre, de forma quasi oval, es troba damunt d'un arc de rajoles de descàrrega. Esvelt campanar als peus, amb torre de planta quadrada. Edifici d'obra de paredat amb reforços de carreu als angles i façana arrebossada.

## Història
Hi ha notícies documentals de l'església de l'Arbocet en 1751 com a sufragània de la parròquia de Riudecanyes. El 1787 depenia de la de Vilanova d'Escornalbou. El 1936 es va destruir tot el que contenia de valor, tret d'un calze.